# Pempelijärvi (ort)
Pempelijärvi är en by i Pajala kommun, Norrbottens län. Byn ligger väster om sjön Pempelijärvi och cirka fem kilometer nordväst om Lahnajärvi. Vid folkräkningen 1890 hade orten 21 invånare och idag (2016) har orten fem bostadshus och en bofast invånare samt ett antal visstidsboende. Alla visstidsboende är släktingar till dem som byggde husen som nu står kvar i Pempelijärvi.